# Cynorkis ochroglossa
Cynorkis ochroglossa är en orkidéart som beskrevs av Rudolf Schlechter. Cynorkis ochroglossa ingår i släktet Cynorkis, och familjen orkidéer. Inga underarter finns listade i Catalogue of Life.